# Heinz-Gregor Johnen
Heinz-Gregor Johnen (* 11. Juni 1933 in Remscheid; † 30. Januar 2012 Aachen) war ein deutscher Unternehmer und langjähriger Leiter der Zentis GmbH & Co. KG in Aachen.

## Leben
In den 1960er-Jahren übernahm der gelernte Bankkaufmann seine Stellung bei dem Lebensmittelunternehmen Zentis und begleitete den für die Firma entscheidenden Ausbau ihres Produktionsprogramms. Daraufhin wurde er 1964 von der Eigentümerfamilie zusammen mit Franz Zentis jun. als Geschäftsführer von Zentis eingesetzt. Beide entwickelten gemeinsam das Unternehmen in den Folgejahren zu einem der größten Konfitürenproduzenten in der Europäischen Union. Bis zur Übertragung der Geschäftsführung auf Karl-Heinz Johnen im Jahre 1995 steigerte sich der Jahresumsatz von 14,3 Millionen DM im Jahr 1964 auf 511 Millionen DM. Heinz-Gregor Johnen saß anschließend noch bis 2005 im Beirat des Unternehmens. 
Für seine langjährigen unternehmerischen Verdienste wurde Johnen zum Ehrenvorsitzenden des Bundesverbandes der obst-, gemüse- und kartoffelverarbeitenden Industrie ernannt. Darüber hinaus wurde ihm am 15. November 2007 in Aachen durch Ulrich Daldrup der Unternehmer-Preis des „Business-Clubs Aachen-Maastricht“ für sein Lebenswerk verliehen.
Neben seinen beruflichen Verpflichtungen engagierte sich Heinz-Gregor Johnen in vielfacher Weise in Bereichen der Kultur, des Sports und der sozialen Dienste. So gehörte er über viele Jahre zu den maßgeblichen Förderern des Aachener Kultursommers und war als Hauptsponsor des Aachener Karnevalsvereins der Initiator des „Zentis-Kinderkarnevals-Preises“. Von 1992 bis 1996 übernahm Johnen als Nachfolger von Leopold Chalupa den Vorsitz des Fußballvereins Alemannia Aachen und konnte in sportlich und finanziell schwierigen Zeiten den Verein vor einem drohenden Konkurs retten. 
Ein besonderes Anliegen im Rahmen seiner Sponsorentätigkeit war die Unterstützung von humanitären Vereinen wie beispielsweise UNICEF und „Menschen helfen Menschen“ sowie im Besonderen des „Dianova e. V. – Therapiezentrums“ auf Gut Dörenhof im Weserbergland, wo seine Tochter Sabine, selbst jahrelang drogenabhängig und dort clean geworden, heute in der Verwaltung einen festen Arbeitsplatz hat.